# Ammotrechula peninsulana
Espèce
Synonymes
- Cleobis peninsulanus Banks, 1898
- Cleobis hirsuta Banks, 1898
- Cleobis texana Kraepelin, 1899

Ammotrechula peninsulana est une espèce de solifuges de la famille des Ammotrechidae.

## Distribution
Cette espèce se rencontre au Mexique et aux États-Unis au Texas, au Nouveau-Mexique et en Arizona.

## Description
La femelle holotype mesure 14 mm.
Les mâles mesurent de 11,0 à 17,0 mm et les femelles de 13,0 à 19,0 mm.

## Publication originale
- Banks, 1898 : Arachnida from Baja California and other parts of Mexico. Proceedings of the California Academy of Sciences, sér. 3, vol. 1, p. 205-308 (texte intégral).